# Sismograma

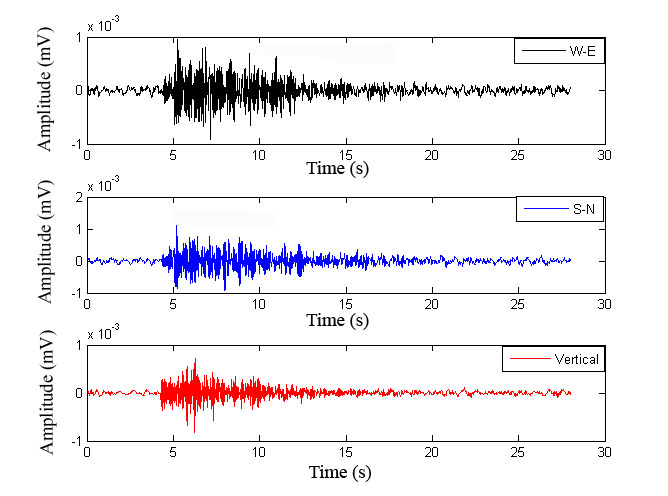
Sismogramas segundo três eixos: N-S, E-O, vertical

Sismograma é o registo em papel feito pelos sismógrafos dos movimentos do solo, ou seja, os terremotos. Serve para determinar a magnitude de um sismo, que é dada pela Escala de Richter.
Um sismograma é o gráfico feito por um sismógrafo. É o registo do movimento do solo numa estação sismológica. A energia medida num sismograma pode resultar de um sismo ou de outra fonte (sismo induzido).
Uma vez que as ondas P se propagam mais depressa que os outros tipos de onda, estas são as primeiras a chegar. Depois chegam as ondas S e por fim as ondas de superfície (ondas Rayleigh e ondas Love. as refracções tópicas das ondas também são registadas, e devem-se ao facto de as ondas reagirem de forma distintamente aos diferentes tipos de material.
No passado, os sismogramas eram registados em tambores da papel rotativos. Alguns usavam canetas em papel comum, enquanto outros utilizavam raios de luz expostos a papel fotossensível. Actualmente, praticamente todos os sismógrafos registram a informação de forma digital, de modo a fazer uma análise automática mais facilmente. Alguns sismógrafos de tambor ainda são utilizados, contudo servem apenas para mostrar ao público.